# Laurent Truguet

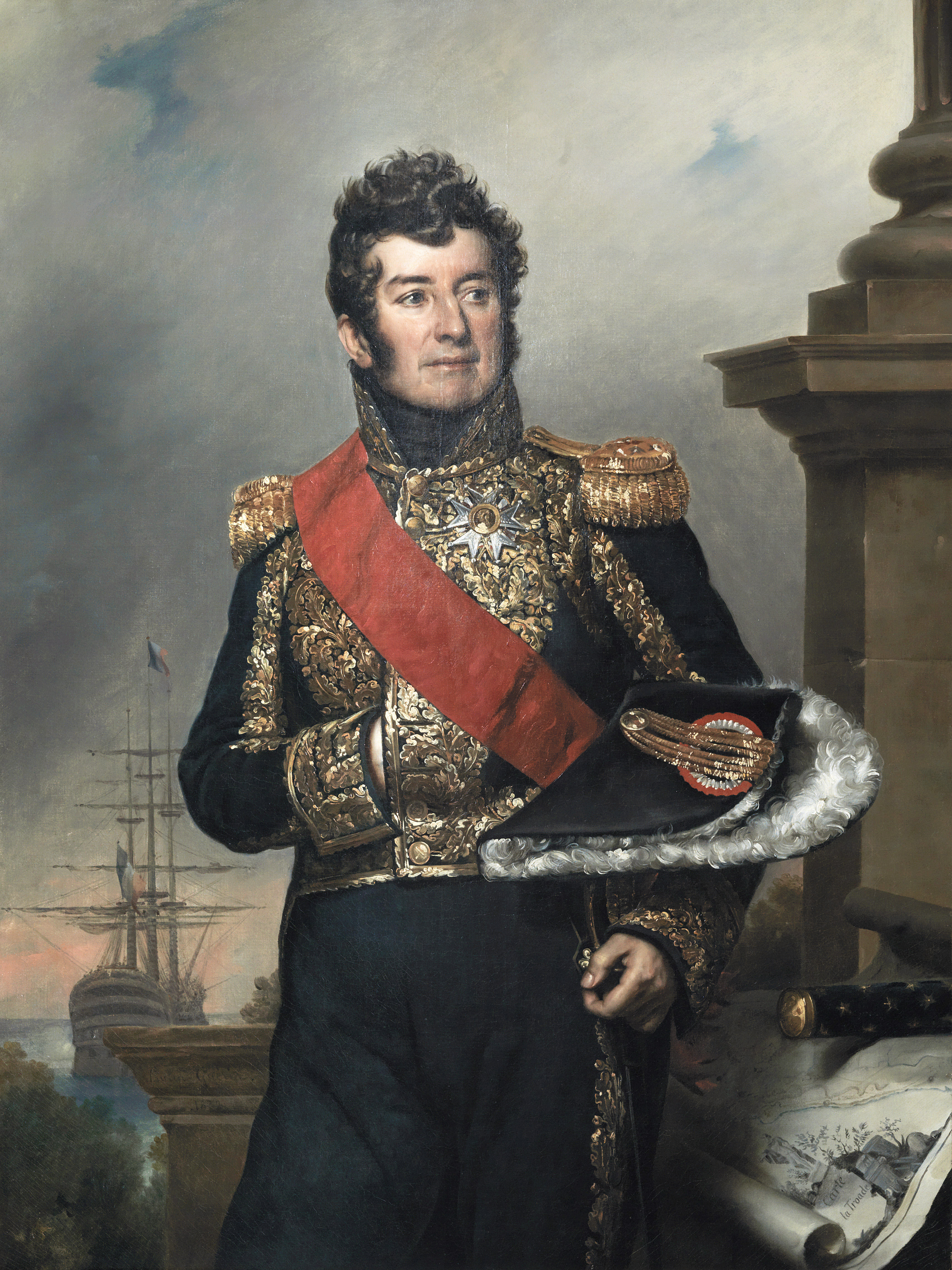
Laurent Truguet

Laurent Truguet, eigentlich Laurent-Jean-François, baron de Truguet (* 10. Januar 1752 in Toulon, Département Var; † 26. Dezember 1839 ebenda) war ein französischer Admiral und Politiker.

## Leben und Wirken
Truguet entstammte einer traditionsbewussten Offiziersfamilie; sein Vater war Jean-François Truguet (1709–1788) und dessen Ehefrau Dorothée David (1724–1810), der Tochter des Militärarztes Auguste David. Sein jüngerer Bruder und sein Schwager schlugen wie er eine militärische Karriere ein.
Bereits mit 13 Jahren ging Truguet 1765 als Kadett zur Garde de la Marine. Er konnte sich bald schon auszeichnen und kam bald darauf zu Kapitän Joseph Bernard de Chabert (1724–1805) auf die Hirondelle. Unter dem Oberbefehl von Admiral Luc Urbain du Bouëxic de Guichen – später unter Admiral François Joseph Paul de Grasse – nahm Truguet am Amerikanischen Unabhängigkeitskrieg teil und kämpfte bei St. Lucia (15. Dezember 1778) und Grenada (6. Juli 1779). Er nahm an der Belagerung von Savannah (September/Oktober 1779) teil und kämpfte vor Chesapeake Bay (5. September 1781), in der Seeschlacht vor St. Kitts (25./26. Januar 1782) und Les Saintes (12. April 1782). In diesen Schlachten wurde er mehrfach verwundet und dafür auch einige Male befördert.
1784 kehrte Truguet nach Frankreich zurück und wurde für kurze Zeit auf Halbsold gesetzt. Im darauffolgenden Jahr entsandte ihn König Ludwig XVI. nach Konstantinopel, wo er in Zusammenarbeit mit Botschafter Marie-Gabriel-Florent-Auguste de Choiseul-Gouffier die Marine des osmanischen Reiches schulte.

### Französische Revolution (1789–1799)
1789 konnte Truguet wieder nach Frankreich zurückkehren. Nach kurzer Zeit wurde er in Brest (Département Finistère) stationiert. Dort unterstützte er die Revolution und im Juli 1792 befehligte er im Rang eines Admirals die Mittelmeerflotte. Als er auf der Insel Korsika stationiert war, machte er die Bekanntschaft der Familie Bonaparte und hatte wohl allen Anschein nach eine Affäre mit Elisa Bonaparte, der älteren Schwester Napoleons.
Nach dem Scheitern der von begleiteten französischen Invasion Sardiniens kehrte Truguet im März 1793 nach Toulon zurück, wurde dann aber nach Paris beordert. Da er beim Wohlfahrtsausschuss in Ungnade gefallen war, wurde er am 31. Mai desselben Jahres ohne Anklage verhaftet, kam aber bereits am 27. Juli wieder frei. Er wurde in seinem Amt bestätigt und im Nover 1795 berief ihn das Direktorium zum Marineminister. Dieses Amt hatte Truguet bis Juli 1797 inne, bis er von George-Renè Pléville le Pelley ersetzt wurde. Ab Herbst desselben Jahres war er Französischer Botschafter in Madrid. Er wurde unter dem Vorwand, nicht schnell genug nach Frankreich zurückgekehrt zu sein, von der politischen Bühne entfernt, obwohl diese Entfernung in Wirklichkeit Talleyrand, dem Minister für auswärtige Angelegenheiten, zuzuschreiben war. Er hatte sich durch laute Kritik an Veruntreuungen des Außenministers in Spanien äußerst unbeliebt gemacht.
Nachdem er neun Monate im holländischen Exil verbracht hatte, kehrte er kurz darauf nach Frankreich zurück. Nach Napoleons Rückkehr aus Ägypten wurde ihm erneut der Posten als Marineminister angeboten, was er aber ablehnte. 1801 wurde er von Napoleon zum Mitglied des Conseil d’État ernannt.
Er verfasste mehrere Berichte für den Ersten Konsul, in denen er unter anderem eine Umstrukturierung der Marine forderte. Parallel war er einer von wenigen hochrangigen Offizieren, die eine Umsetzung des Sklavereiverbotes forderten. Da diese Position jedoch, besonders beim Ersten Konsul, höchst unbeliebt war, litt er infolgedessen in den Folgemonaten unter Angriffen und Beleidigungen durch Befürworter der „alten Ordnung“ in den Kolonien.
Trotzdem wurde ihm 1802 das Kommando über eine vereinigte französisch-spanische Flotte erteilt. Er befahl die Konzentration der französischen Geschwader unter Linois und Gantheaume, die beide zuletzt erfolglos versucht hatten französische Truppen in Haiti mit Nachschub zu versorgen, sowie dem Geschwader von Bedout, welches 5 Linienschiffe umfasste. Mit dem Frieden von Amiens kehrte er wieder nach Frankreich zurück.

### Napoleonische Kriege (1803–1815)
Nach dem Auslaufen des Friedensvertrages übertrug Napoleon Truguet die Organisation und das Kommando über die Flotte in Brest. Er bezog Quartier auf dem Flaggschiff der Flotte Alexandre (Zweidecker, 80 Kanonen), später auf der Vengeur (Dreidecker, 118 Kanonen). 1804 wurde in der Marine, wie auch in der Armee, eine „spontane“ Petition durchgeführt, die eine Kaiserkrönung Napoleons forderte. Truguet, ein überzeugter Republikaner, bezog in einem Brief an Napoleon klar Stellung gegen die Gründung eines Kaiserreiches. Er fiel dadurch in Ungnade, verlor sein Kommando über die Flotte, all seine Titel und die Mitgliedschaft in der legion d’honneur.
Nachdem eine französische Flotte in der Schlacht an der baskischen Reede erneut eine schwere Niederlage erlitten hatte, wurde ihm das Kommando über das französische Geschwader in Rochefort übertragen. Im folgenden Jahr setzte Napoleon ihn an die Spitze des Marineoberkommandos des Königreichs Holland. In den letzten Jahren des Kaiserreichs war Truguet einer der Ersten, die ihren Posten verließen, nachdem Truppen unter dem schwedischen Kronprinz Bernadotte mit der Befreiung Hollands begannen.
Nach der Abdikation Napoleons mit dem Vertrag von Fontainebleau (11. April 1814) wurde Truguet für kurze Zeit arbeitslos. Während der Restauration unterstützte Truguet die Bourbonen. Als Napoleon die Insel Elba verließ und dessen Herrschaft der Hundert Tage begannen, blieb Truguet auf der Seite König Ludwig XVIII.
Innenpolitisch nicht interessiert, blieb Truguet während der Julirevolution von 1830 neutral und blieb es auch, als sich die Julimonarchie konstituiert hatte. Zum offiziellen Abschied aus dem aktiven Dienst, ernannte ihn König Louis-Philippe I. zum Großadmiral.
Truguet ließ sich in seiner Heimatstadt nieder, wo er kurz vor seinem 87. Geburtstag am 26. Dezember 1839 starb. Seine letzte Ruhestätte fand er auf dem Friedhof Père-Lachaise (Division 40).

## Ehrungen
- Großkreuz des Ordre royal et militaire de Saint-Louis
- Großkreuz der Ehrenlegion
- comte de l’Émpire
- Mitglied der Society of the Cincinnati
- 5. Mai 1819 Pair von Frankreich
- Sein Name findet ich auf dem nördlichen Pfeiler (3. Spalte) des Triumphbogens am Place Charles-de-Gaulle (Paris)